# Popovica
Popovica (kyrillisch Поповица) ist ein Dorf in der Opština Negotin, im Bezirk Bor im Osten Serbiens. Das Dorf liegt am Fluss Jasenička Reka.

## Geschichte
Man nimmt an, dass das Dorf Anfang des 16. Jahrhunderts entstanden ist, damals hatte es noch 35 Häuser. Der Name soll von einem Pfarrer (serb. Pop, dt. Pfarrer) stammen, der sich dort angesiedelt hat.
Außerdem wird angenommen, dass die frühen Einwohner des Dorfes aus dem Kosovo stammen, dafür gibt es jedoch keine Beweise.

## Einwohner
Die Volkszählung 2002 (Eigennennung) ergab, dass 487 Menschen im Dorf leben. Davon waren:
|               | Anzahl | Prozent |
| Gesamt        | 487    | 100     |
| Serben        | 482    | 98,97   |
| Montenegriner | 1      | 0,20    |
| Unbekannt     | 4      | 0,82    |

Weitere Volkszählungen:
- 1948: 1.111
- 1953: 1.063
- 1961: 984
- 1971: 911
- 1981: 842
- 1991: 606